# Невада (Мисури)
Вижте пояснителната страница за други значения на Невада.
Невада е малък град в югозападната част на щата Мисури, Съединените американски щати. Има население около 8500 души.
Градът е известен с Коти Колидж – 2-годишен девически колеж.
1. ↑  Explore Census Data – Nevada city, Missouri //   Бюро за преброяване на населението на САЩ. Посетен на 22 декември 2021 г.
2. ↑  data.census.gov //   Посетен на 1 януари 2022 г.